# FC Breitenrain
Der FC Breitenrain ist ein Sportverein aus Bern. Die Vereinsfarben sind Weiss und Rot. Er wurde 1994 als Zusammenschluss aus den beiden Fussballclubs FC Minerva und FC Zähringia gegründet.

## Geschichte

### FC Zähringia

Erste Mannschaft (1910)

Der FC Zähringia wurde ursprünglich 1910 unter dem Namen FC Viktoria gegründet. 1917 wurde der Verein Mitglied des Schweizerischen Fussballverbands (SFV) und stieg somit in die Meisterschaft der Serie C ein. Da es aber bereits einen Verein mit Namen FC Viktoria gab, wurde eine erneute Namensänderung unumgänglich, da zwei Vereine mit gleichem Namen für Verwirrung gesorgt hätten. Man beschloss, den Verein aus der Zähringerstadt in FC Zähringia umzutaufen.
Die Jahre 1920–1930 waren geprägt durch den Aufstieg in die Serie B, aber auch durch die Platzsuche, da das Gastrecht auf der Allmend auslief. Hinter dem Historischen Museum im Kirchenfeld wurde schliesslich ein Platz gefunden, der auch dem FC Minerva zum Austragen seiner Spiele diente.

### FC Minerva
Auch der FC Minerva wurde ursprünglich unter anderem Namen, nämlich FC Kickers, 1914 gegründet. Bevor sie aber den Spielbetrieb in der Serie C aufnehmen konnten, war auch bei ihnen eine Namensänderung notwendig, da es bereits eine FC Kickers Luzern gab.
1925 gingen der FC Zähringia und der FC Minerva eine Allianz ein, die sie knappe 70 Jahre später zum FC Breitenrain werden lassen sollte. Denn als der FC Bern den oben erwähnten Platz hinter dem Historischen Museum verliess, traten die beiden Vereine als neue Mieter auf. 1931 war jedoch ein erneuter Platzwechsel notwendig, da der momentane Platz für den Neubau des Naturhistorischen Museums vorgesehen war. Deshalb siedelten die beiden Vereine auf den Spitalacker über.
Die folgenden Jahre waren geprägt von ständigen Auf- und Abstiegen. Beide Mannschaften spielten zeitweise in der 1. Liga, stiegen aber für einige Zeit auch wieder in die 4. Liga ab. 1994 kam es zum Zusammenschluss der beiden Vereine unter dem auch heute noch geltenden Namen FC Breitenrain. Das aktuelle Logo des FC Breitenrains besteht aus den beiden Logos des FC Minerva und des FC Zähringia. Der FC Breitenrain spielt ab der Saison 2012/13 in der neu geschaffenen 1. Liga Promotion.

## Stadion
Das Stadion bzw. der Platz des FC Breitenrains nennt sich Spitalacker, kurz „Spitz“ genannt. Der Platz verfügt auch über eine kleine Tribüne. Rund um das Feld gibt es (teils erhöhte) Stehplätze.